# Bibimys
Bibimys é um gênero de roedores da família Cricetidae.

## Espécies
- Bibimys chacoensis (Shamel, 1931)
- Bibimys labiosus (Winge, 1887)
- Bibimys torresi Massoia, 1979